# Atravã
Atravã (em avéstico: Āθravan- (tema forte); Aθaurun- (tema fraco)), asrom (em persa médio: āsrōn), atarvã (em védico: átharvan-), segundo o Avestá, era uma "classe" social de sacerdotes, uma das três que supostamente dividiam a sociedade iraniana. Segundo o Iaste, havia uma esquematização na qual as "classes" se ligavam a Zaratustra para prestar homenagem, ou seja, primeiro o sacerdote (paoiryāi aθaurune), depois o guerreiro e o pastor. Os sacerdotes tinham como líder simbólico Isatevastra (em avéstico: Isaṱ.vāstra; em persa médio: Isadvāstr), o filho do profeta. O próprio Zaratustra pro vezes era reconhecido como atravã (Iaste), mas segundo os Gatas, se referia a si mesmo como zoater, ou seja, um sacerdote totalmente qualificado e capaz de solenizar todos os atos rituais.
Tentativas foram feitas para conectar o atarvã ao avéstico ātar- "fogo" (não atestado em védico), mas isso foi motivado pelo que provavelmente é uma suposição equivocada da importância do fogo na antiga religião indo-iraniana. As evidências apontam que a importância do fogo, no Irã, surgiu fruto das reformas de Zaratustra, mas o culto ao fogo não deve ter sido estabelecido antes do século IV a.C.. Nisso, o termo deve ter derivado de outra coisa. H. W. Bailey propôs uma ligação com o avéstico Θθ-, "terror", implicando que o atravã era um apotropeista, capaz de afastar o mal sobrenatural.
A atestação mais antiga do termo ocorre no Iasna Haptangaiti, segundo o qual os atravãs eram missionários. Por seus esforços, o zoroastrismo, estabelecido originalmente no leste do planalto Iraniano, alcançou o oeste do planalto e foi adotado pelos sacerdotes hereditários dos medos e persas, os magos. No tempo do Império Aquemênida, mago se tornou o termo padrão para os sacerdotes, enquanto que sob os partas o antigo termo avéstico aetrapati (em avéstico: aēθrapati), que significava aparentemente um sacerdote ou professor instruído, foi amplamente utilizado na forma erbede (em parta: ēhrbed) e maguebede/moguebede (em persa médio: magbed/mogbed) como título honorífico do líder sacerdotal. Tais termos, ainda, evoluiriam depois para herbade/ervade (em parta: hērbad/ērvad) e mobede (em persa médio: mōbad) e sobrevivem hoje como títulos dos sacerdotes zoroastristas. O pálavi asrom (asrōn) ou asro (asrō) nunca aparece como título, mas ocorre como frequências nos livros pálavis, ao que parece, sempre ligado aos sacerdotes como "classe" social, com o abstrato asroroni (asrōrōnīh) significando o ofício sacerdotal. Como atornã (athornan), regularmente é usado por sacerdotes persas para indicar o membro duma fraternidade, sendo por vezes traduzido como "sacerdote do fogo".
Atravã não é atestado em persa antigo, mas foi proposto que se associou a palavras em elamita achadas em tabletes da fortificação e tesouros de Persépolis transcritas no persa antigo como atarva (*aθarva). I. Gershevitsh apresentou os termos elamitas adairma (ad-da-ir-ma), ataruma (at-tar-ru-ma), haturma (ha-tur-ma), aturma (at-tur-ma), antarma (an-tar-ma), atesairma (at-sa-ir-ma) e at-sar-ma) como possivelmente relacionados e viu em haturmabatis (ha-tur-ma-bat-ti-iš) o hipotético persa antigo atarvapatis (*aθarva-patiš). Porém, tendo em vista a ambiguidade inerente à renderização elamita de palavras iranianas, uma etimologia hipotética não é capaz de provar por si mesma a hipótese.